# Dị dạng mạch máu
Dị dạng mạch máu là những bất thường trong mạch máu và mạch bạch huyết. Dị dạng mạch máu và u máu (hemangioma) đều thuộc dạng các bất thường mạch máu.
Có rất nhiều dạng dị dạng mạch máu, nhưng loại thường gặp nhất là dò động tĩnh mạch.